# Alfonso López Quintás
Alfonso López Quintás (Santiago de Franza, Mugardos, 21 d'abril de 1928) és un religiós i filòsof gallec, acadèmic de la Reial Acadèmia de Ciències Morals i Polítiques.

## Biografia
El 1943 va ingressar al monestir de Poio, que pertanyia a l'Orde de la Mercè, on estudià teologia amb Vicente Muñoz Delgado. En 1951 fou ordenat prevere, estudià filologia a la Universitat de Salamanca i en 1956 es va llicenciar en filosofia a la Universitat Complutense de Madrid. De 1957 a 1960 es traslladà a Múnic per estudiar amb Alois Dempf, Romano Guardini i Ernesto Grassi. El 1962 es va doctorar a la Universitat Complutense de Madrid amb la tesi El ente superobjetivo y la crítica del objetivismo, dirigida per Ángel González Álvarez.
En 1961 fou nomenat professor auxiliar de filosofia de la Universitat de Madrid i en 1967 d'estètica. En 1968 fou professor d'estètica a la Universitat Pontifícia de Comillas. En 1974 fou nomenat professor agregat de fonaments de filosofia de la Universitat de Barcelona, el 1976 va ocupar la mateixa plaça a la Universitat Complutense de Madrid, en la que en 1984 va obtenir la càtedra d'estètica.
El 1970 va col·laborar en la fundació del Seminari Xavier Zubiri i el 1982 en la constitució del Centre Espanyol de Fenomenologia. El 1983 va formar part del Comitè Executiu de la Federació Internacional de Societats de Filosofia. En 1986 ingressà com a acadèmic de número en la Reial Acadèmia de Ciències Morals i Polítiques.
És assessor de la Universitat Francisco de Vitoria, vinculada a la Legió de Crist. El 24 de març de 2003 la Universitat Anáhuac, vinculada a aquest orde, va inaugurar la «Cátedra Alfonso López Quintás».

## Obres
- Metodología de lo suprasensible (1963)
- Romano Guardini y la dialéctica de lo viviente (1966)
- Diagnosis del hombre actual (1966)
- Hacia un estilo integral del pensar (1967)
- Pensadores cristianos contemporáneos (1968)
- Filosofía española contemporánea (1969)
- Pilina Cimadevilla y López-Dóriga. Enferma y misionera (1963)
- El libro de los valores (1996) amb Gustavo Villapalos Salas